# Cuphea aequipetala
La hierba del cáncer, Cuphea aequipetala, es una especie de pequeño arbusto de la familia Lythraceae nativo de México.

## Descripción
Es una planta perenne que alcanza un tamaño de 15-100 cm de altura, patentes, sufruticosa, multicaule. Tallos erectos a decumbentes, híspidos, los tricomas rojo-purpúreos, con 2 hileras longitudinales internodales de tricomas diminutos; entrenudos generalmente más largos que las hojas subyacentes en los tallos inferiores. Hojas 15-25 × 5-10 mm, ovadas a lanceoladas; pecíolo 1-3(-5) mm; hojas superiores de los tallos gradualmente reducidas o no reducidas. Inflorescencias en racimos foliosos. Flores solitarias, axilares; pedicelos 2(-5) mm; tubo floral 13-17 mm incluyendo un espolón de 1 mm, descendente, sacciforme, el tubo delgado, el lado ventral ligeramente extendido, dorsalmente purpúreo intenso, más pálido por debajo, setoso, con tricomas rojo-purpúreo, especialmente en la base, la superficie interna diminuta e irregularmente ruguloso-vesiculada por debajo de los estambres; lobo dorsal del cáliz más grande que los otros; apéndices engrosados, setosos; pétalos 6, subiguales, los 2 dorsales 5-8 mm, purpúreo-rosado intenso, los 4 ventrales 3-6 mm, purpúreo-rosados; estambres 11, 5 exertos; disco deflexo. Semillas 8-14, 2 × 2 mm, escasamente marginadas a emarginadas. Tiene un número de cromosomas de 2 n = 24.

## Distribución
Es originaria de México donde habita en climas cálidos, semicálidos, semisecos y templados desde los 1000 y hasta los 3900 m s. n. m. Está asociada a terrenos de cultivo de temporal, bosques tropicales caducifolios y subcaducifolios, matorral xerófilo, pastizal y bosque espinoso, bosque mesófilo de montaña, de encino, de pino, mixto de pino-encino y de junípero.

## Medicina popular
Como su nombre popular más conocido lo indica, en Michoacán y Morelos se le emplea en el tratamiento del cáncer.  Destaca sin embargo su uso en varios estados del país, para otros males que involucran algún proceso inflamatorio e infeccioso. Así se le emplea en: heridas (ya sean contusas, infectadas o con llagas), golpes, inflamaciones o hinchazón en general (incluyendo las de la piel o del estómago), tumores o padecimientos que se manifiestan en la piel como infecciones, granos, llagas o en caso de rozadura en los niños.
La yerba del golpe junto con la yerba del cáncer y la yerba mora son utilizadas en Xalapa, Veracruz, para el tratamiento de la enfermedad denominada pocholocas, cuyo síntoma es el brote de una especie de granos por todo el cuerpo de los niños y en ocasiones de los adultos. Con las plantas mencionadas se lava la piel para obtener alivio.
Asimismo, se administra la infusión de la parte aérea, por vía oral, en algunos padecimientos de tipo digestivo, como son: diarreas, disentería, dolor, ardor o infecciones del estómago y problemas del hígado. Para éstos, en el Distrito Federal se ingiere en ayunas, combinada con ajenjo (Artemisia absinthium), talachero (Selloa glutinosa) y romero (Salvia rosmarinus). Para mejorar el apetito las parteras de Morelos dan a la embarazada un ”te digestivo” elaborado con la raíz de esta planta junto con estafiate (Artemisia ludoviciana) hierba de ángel (Waltheria americana) y raíces de yolochíchitl (Eupatorium collinum). 
Historia
En el siglo XVI, Francisco Hernández de Toledo la menciona por primera vez e indica que ”es de naturaleza fría, seca y astringente, por lo cual cura las quemaduras o las úlceras de la boca. El agua en que se haya remojado por algún tiempo las raíces después de machacarlas, coladas y tomadas detiene el flujo de vientre, principalmente el de los niños y evita el aborto. También se usa para refrescar a los que abrasa una fuerte fiebre con alguna soltura de estómago o de vientre”.
Posteriormente, en el siglo XX, Alfonso Herrera Fernández indica ”no estudiada, no debe usarse. Maximino Martínez la refiere tónica y vulneraria.

## Taxonomía
Cuphea aequipetala fue descrita por Antonio José de Cavanilles y publicado en Icones et Descriptiones Plantarum 4: 57, t. 382, f. 2. 1797[1798].
Sinonimia
- Cuphea apanxaloa DC.
- Cuphea ascendens Moç. & Sessé ex DC.
- Cuphea aspera Willd. ex Schltdl. & Cham.
- Cuphea atrosanguinea Warsz. ex Koehne
- Cuphea bracteata Lag.
- Cuphea floribunda Lehm.
- Cuphea floribunda var. grandiflora Regel
- Cuphea llavea Koehne
- Cuphea ocymoides Decne.
- Cuphea procumbens var. fruticosa hort. ex Koehne
- Cuphea scabrida Kunth
- Cuphea violacea Regel
- Cuphea virgata Cav.
- Lythrum truxillense Steud.
- Lythrum tuxtlense Sessé & Moc. ex DC.
- Parsonsia aequipetala (Cav.) Standl.
- Parsonsia virgata (Cav.) M. Gómez[1][3]